# Brachyrhopala ochracea
Brachyrhopala ochracea là một loài ruồi trong họ Asilidae. Brachyrhopala ochracea được Clements miêu tả năm 2000. Loài này phân bố ở miền Australasia.